# Bahnstrecke Duchcov–Světec
| Streckenlänge: | 5,212 km             |                                   |                                   |
| Spurweite: | 1435 mm (Normalspur) |                                   |                                   |
| Maximale Neigung: | 13 ‰                 |                                   |                                   |
| |                      |                                   |                                   |
| \| \| \| von Ústí nad Labem (vorm. ATE) \| \| \| \| 0,000 \| Duchcov früher Dux \| Duchcov früher Dux \| \| \| \| von Háj u Duchcova (vorm. DBE) \| \| \| \| 1,116 \| odb. Rozcestí \| odb. Rozcestí \| \| \| \| nach Chomutov (vorm. ATE) \| \| \| \| \| nach Plzeň (vorm. EPPK) \| \| \| \| 2,436 \| Anschl. Eleonoraschacht \| Anschl. Eleonoraschacht \| \| \| \| Anschl. Richard-Hartmann-Schächte \| \| \| \| \| Anschl. Georgschacht \| \| \| \| \| \| \| \| \| \| Anschl. Glashütte \| \| \| \| \| Anschl. Florentinischacht \| \| \| \| \| von Trmice (vorm. ATE) \| \| \| \| 5,212 \| Světec früher Schwaz-Kuttowitz \| 195 m \| \| \| \| nach Bílina (vorm. ATE) \| \| \| \| \| \| \| \| Quellen: [1][2][3] \| \| \| \| |                      |                                   |                                   |
| Strecke |                      | von Ústí nad Labem (vorm. ATE)    | von Ústí nad Labem (vorm. ATE)    |
| Betriebs-/Güterbahnhof Strecke ab hier außer Betrieb | 0,000                | Duchcov früher Dux                | Duchcov früher Dux                |
| Abzweig geradeaus und von rechts (Strecke außer Betrieb) |                      | von Háj u Duchcova (vorm. DBE)    | von Háj u Duchcova (vorm. DBE)    |
| Blockstelle (Strecke außer Betrieb) | 1,116                | odb. Rozcestí                     | odb. Rozcestí                     |
| Abzweig geradeaus und nach rechts (Strecke außer Betrieb) |                      | nach Chomutov (vorm. ATE)         | nach Chomutov (vorm. ATE)         |
| Abzweig geradeaus und nach rechts (Strecke außer Betrieb) |                      | nach Plzeň (vorm. EPPK)           | nach Plzeň (vorm. EPPK)           |
| Abzweig geradeaus und nach rechts (Strecke außer Betrieb) | 2,436                | Anschl. Eleonoraschacht           | Anschl. Eleonoraschacht           |
| Abzweig geradeaus und nach rechts (Strecke außer Betrieb) |                      | Anschl. Richard-Hartmann-Schächte | Anschl. Richard-Hartmann-Schächte |
| Abzweig geradeaus und nach links (Strecke außer Betrieb) |                      | Anschl. Georgschacht              | Anschl. Georgschacht              |
| |                      |                                   |                                   |
| Abzweig geradeaus und nach links |                      | Anschl. Glashütte                 | Anschl. Glashütte                 |
| Abzweig geradeaus und ehemals nach links |                      | Anschl. Florentinischacht         | Anschl. Florentinischacht         |
| Abzweig geradeaus und von links |                      | von Trmice (vorm. ATE)            | von Trmice (vorm. ATE)            |
| Bahnhof | 5,212                | Světec früher Schwaz-Kuttowitz    | 195 m                             |
| Strecke |                      | nach Bílina (vorm. ATE)           | nach Bílina (vorm. ATE)           |
| |                      |                                   |                                   |
| Quellen: |                      |                                   |                                   |

Die Bahnstrecke Duchcov–Světec war eine eingleisige, nur dem Güterverkehr dienende Eisenbahnverbindung in Tschechien, die ursprünglich durch die k.k. privilegierte Aussig-Teplitzer Eisenbahn (ATE) erbaut und betrieben wurde. Sie zweigte bei Duchcov (Dux) von der Hauptbahn Ústí nad Labem–Chomutov (Aussig–Komotau) ab und führte nach Světec (Schwatz) zum Anschluss an die Bielatalbahn (Trmice–Bílina).

## Geschichte
Eröffnet wurde die Strecke am 24. März 1871 als Schleppbahn zu den Braunkohleschächten bei Ladowitz und Schwaz. Nach der Eröffnung der Bielatalbahn von Türmitz nach Bilin wurde die Strecke schließlich am 24. August 1874 durch die ATE in eine Linie des öffentlichen Verkehrs umgewandelt. Trotzdem wurde sie stets nur im Güterverkehr benutzt, ein Reisezugverkehr wurde zu keiner Zeit eingeführt.
Nach der Verstaatlichung der ATE ging die Strecke am 1. Januar 1924 an die Tschechoslowakischen Staatsbahnen ČSD über.
Nach der Angliederung des Sudetenlandes an Deutschland im Herbst 1938 kam die Strecke zur Deutschen Reichsbahn, Reichsbahndirektion Dresden. Nach dem Ende des Zweiten Weltkriegs kam die Strecke wieder zur ČSD.
1962 wurde die Strecke wieder zur Anschlussbahn umgewandelt. 1970 wurde sie bis auf eine Reststrecke zur Bedienung einer Glashütte bei Světec gänzlich aufgegeben.